# Li Haisheng
Li Haisheng (chiń. 李海生; ur. 2 stycznia 1964) – chiński zapaśnik w stylu klasycznym. Olimpijczyk z Los Angeles 1984, gdzie zajął siódme miejsce w kategorii 48 kg.
Zajął dziewiąte miejsce na mistrzostwach świata w 1987. Srebro na igrzyskach azjatyckich w 1986.